# Heritage Bowl
L'Heritage Bowl était un match annuel de football américain de niveau universitaire organisé par la NCAA et impliquant des équipes mineures issues de conférences appartenant à la Football Championship Subdivision ou FCS soit les Divisions II et III de la NCAA. 
Il opposait une équipe issue de la Mid-Eastern Athletic Conference (MEAC) à une équipe issue de la Southwestern Athletic Conference (SWAC).
Le but de cette rencontre était en fait de tenter d'instaurer une finale nationale réunissant les universités historiquement noires (il s'agit d'universités créées avant 1964 dans le but de soutenir la minorité noire des États-Unis). Malheureusement, certaines universités déclinaient l'invitation à ce bowl mineur afin de pouvoir participer aux playoffs de la Div. 1-AA de la NCAA.  Ce problème arrivait souvent avec les équipes issues de la MEAC qui envoyaient alors le second de sa conférence jouer le bowl. C'est peut être ce qui explique que la majorité des matchs furent gagnés par les représentants de la SWAC. 
Le match fut joué en 1991 à Miami en Floride, en 1993 à Tallahassee en Floride et ensuite à Atlanta en Géorgie.
L'Héritage Bowl est considéré comme le successeur du Pelican Bowl qui s'était déroulé dans les années 70 et qui opposait déjà les équipes de la MEAC et de la SWAC.

## Sponsors
- Alamo (1991)
- Jim Walter (1995)

## Résultats
| Saisons | Dates            | Vainqueurs           | Scores | Perdants             | Assistances | Conférences |
| ------- | ---------------- | -------------------- | ------ | -------------------- | ----------- | ----------- |
| 1991    | 21 décembre 1991 | Alabama State        | 36-13  | North Carolina A&T   | 7 724       | SWAC - MEAC |
| 1992    | 2 janvier 1993   | Grambling State      | 45-15  | Florida A&M          | 11 273      | SWAC - MEAC |
| 1993    | 1er janvier 1994 | Southern             | 11-00  | South Carolina State | 36 128      | SWAC - MEAC |
| 1994    | 30 décembre 1994 | South Carolina State | 31-27  | Grambling State      | 22 179      | MEAC - SWAC |
| 1991    | 29 décembre 1995 | Southern             | 30-25  | Florida A&M          | 25 164      | SWAC - MEAC |
| 1994    | 31 décembre 1996 | Howard               | 37-24  | Southern             | 18 126      | MEAC - SWAC |
| 1994    | 27 décembre 1997 | Southern             | 34-28  | South Carolina State | 32 629      | SWAC - MEAC |
| 1994    | 26 décembre 1998 | Southern             | 28-02  | Bethune–Cookman      | 32 955      | SWAC - MEAC |
| 1994    | 18 décembre 1999 | Hampton              | 24-03  | Southern             | 29 561      | MEAC - SWAC |

## Statistiques par Équipes
| Équipes              | J | G | N | P | %     |
| -------------------- | - | - | - | - | ----- |
| Southern             | 6 | 4 | 2 | 0 | 0.666 |
| South Carolina State | 3 | 1 | 2 | 0 | 0.333 |
| Grambling State      | 2 | 1 | 1 | 0 | 0.500 |
| Florida A&M          | 2 | 0 | 2 | 0 | 0.000 |
| Alabama State        | 1 | 1 | 0 | 0 | 1.000 |
| Bethune–Cookman      | 1 | 0 | 1 | 0 | 0.000 |
| Howard               | 1 | 0 | 1 | 0 | 0.000 |
| North Carolina A&T   | 1 | 0 | 1 | 0 | 0.000 |
| Hampton              | 1 | 0 | 1 | 0 | 0.000 |

## Statistiques par conférences
| Conférences | G | N | P | %     |
| ----------- | - | - | - | ----- |
| SWAC        | 6 | 3 | 0 | 0.666 |
| MEAC        | 3 | 6 | 0 | 0.333 |